# Ritspok
De ritspok (Verruca stroemia) is een zeepokkensoort uit de familie van de Verrucidae. De wetenschappelijke naam van de soort werd in 1776 voor het eerst geldig gepubliceerd door Otto Frederik Müller.
V. stroemia komt voor in de Noordelijke IJszee (Barentszzee, Witte Zee) en het noordoosten van de Atlantische Oceaan, van de Noorse Zee tot aan het zuiden van Portugal (de Algarve en de Gorringe Bank ten westen van de Algarve).